# Launch Complex 5
Il Launch Complex 5 (LC-5) era un sito di lancio presso la Cape Canaveral Space Force Station, in Florida, utilizzato per vari lanci dei razzi Redstone e Jupiter.
È noto soprattutto come sito di lancio per il volo suborbitale Mercury-Redstone 3 della NASA del 1961, che rese Alan Shepard il primo americano nello spazio. Fu anche il sito di lancio del volo Mercury-Redstone 4 di Gus Grissom. Il Pad del LC-5 fu utilizzato anche per il lancio del Mercury-Redstone 1, del Mercury-Redstone 1A e del Mercury-Redstone 2 con lo scimpanzé Ham.
Dal Launch Complex 5 partirono un totale di 23 lanci:
- 1 Jupiter-A
- 6 Jupiter IRBM
- 1 Jupiter-C
- 4 Juno Is
- 4 Juno II
- 7 Redstones

Il primo lancio dal complesso fu un Jupiter-A il 19 luglio 1956 e l'ultimo lancio fu la capsula Liberty Bell 7 di Gus Grissom il 21 luglio 1961.
Il LC-5 si trova vicino all'Air Force Space and Missile Museum situato presso il Cape Canaveral Launch Complex 26. Le Console di lancio originali e i computer sono in mostra nel blockhouse del LC-5. Dal 2020 può essere organizzato un tour del museo tramite il "Cape Canaveral: Early Space Tour" del Kennedy Space Center Visitor Complex. Ogni giorno viene offerto un tour, quindi il numero di visitatori è limitato dalle dimensioni del tour.

## Cronologia di Lancio
- 19 luglio 1956: Jupiter-A CC-13
- 20 settembre 1956: Jupiter-C RS-27
- 1 marzo 1957: Giove IRBM AM-1A
- 26 aprile 1957: Giove IRBM AM-1B
- 31 maggio 1957: Giove IRBM AM-1
- 26 marzo 1958: Juno I RS-24 (Explorer 3)
- 17 maggio 1958: Redstone RS-1002
- 26 luglio 1958: Juno I RS / CC-44 (Explorer 4)
- 24 agosto 1958: Juno I RS / CC-47 (Explorer 5)
- 23 ottobre 1958: Juno I RS / CC-49 (Beacon 1)
- 6 dicembre 1958: Juno II AM-11 (Pioneer 3)
- 22 gennaio 1959: Giove IRBM CM-21
- 3 marzo 1959: Juno II AM-14 (Pioneer 4)
- 14 maggio 1959: Giove IRBM AM-17
- 16 luglio 1959: Juno II AM-16 (Explorer S-1, fallito)
- 27 agosto 1959: Giove IRBM AM-19
- 13 ottobre 1959: Juno II AM-19A (Explorer 7)
- 21 novembre 1960: Redstone MRLV -1 (MR-1)
- 19 dicembre 1960: Redstone MRLV-3 (MR-1A)
- 31 gennaio 1961: Redstone MRLV-2 (MR-2)
- 24 marzo 1961: Redstone MRLV-5 (MR-BD)
- 5 maggio 1961: Redstone MRLV-7 (MR-3)
- 21 luglio 1961: Redstone MRLV-8 (MR-4)

## Galleria d'immagini

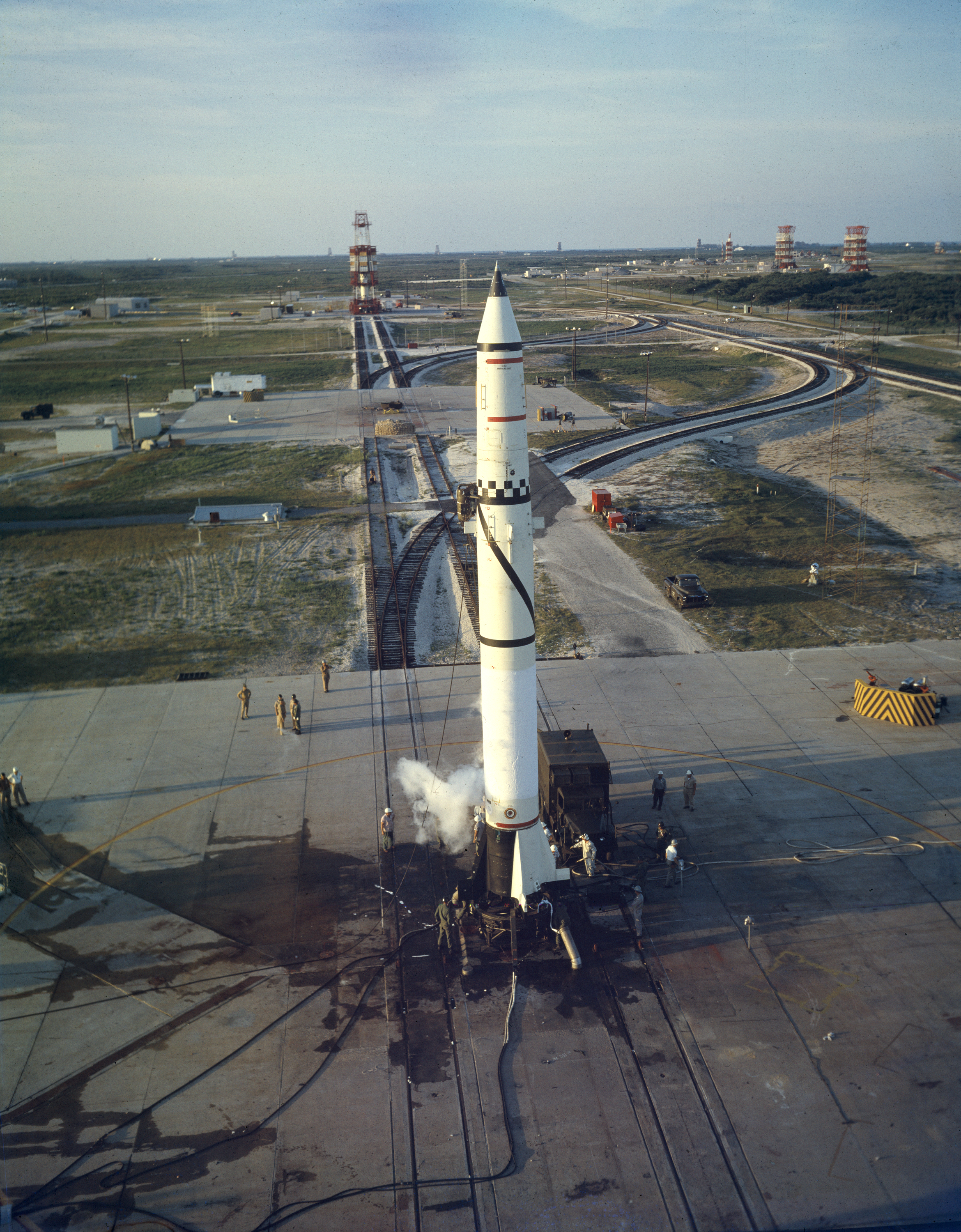
I preparativi il 16 maggio 1958 per il primo lancio PGM-11 Redstone il 17 maggio condotto dalle truppe dell'esercito americano
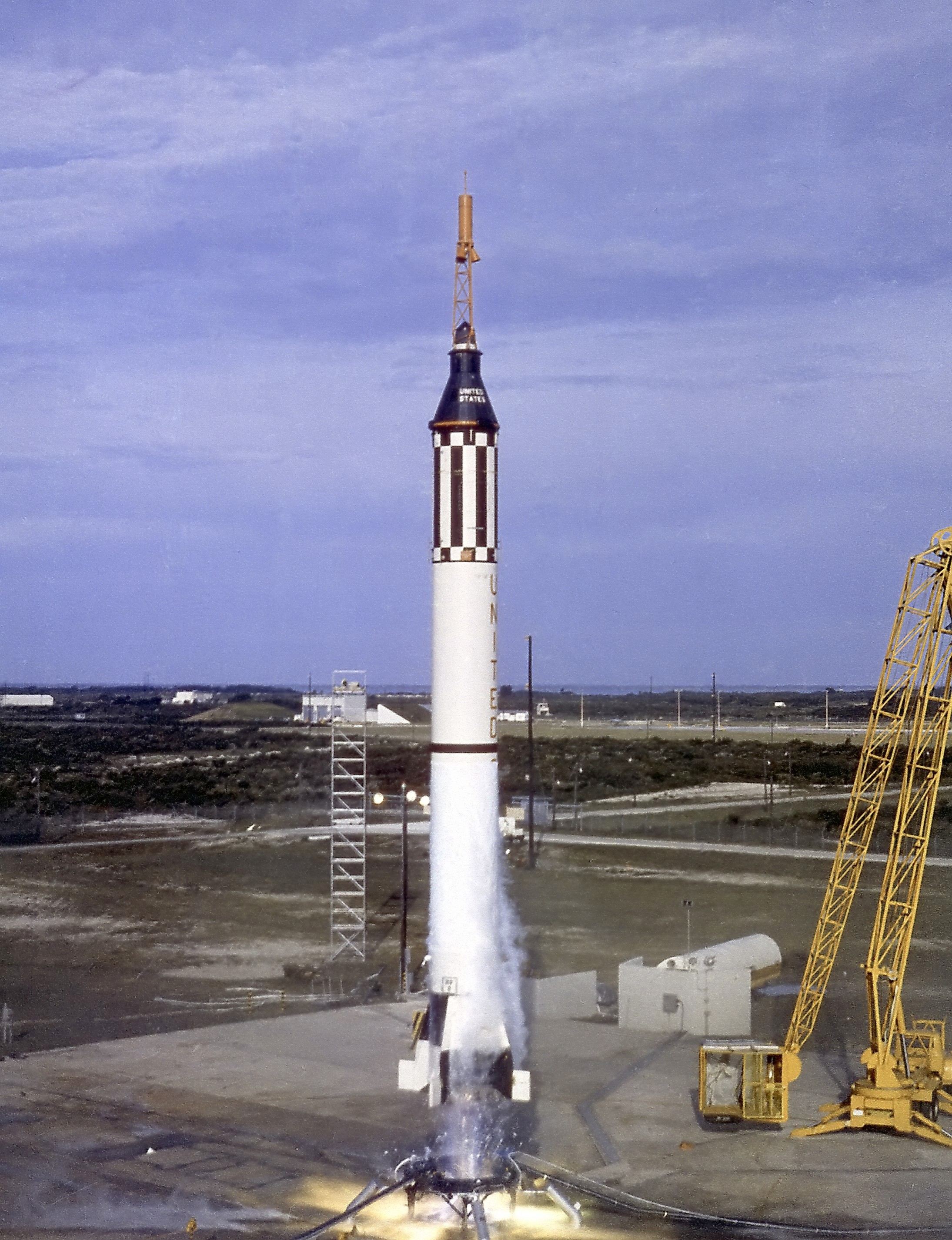
Lancio di Liberty Bell 7 (MR-4)
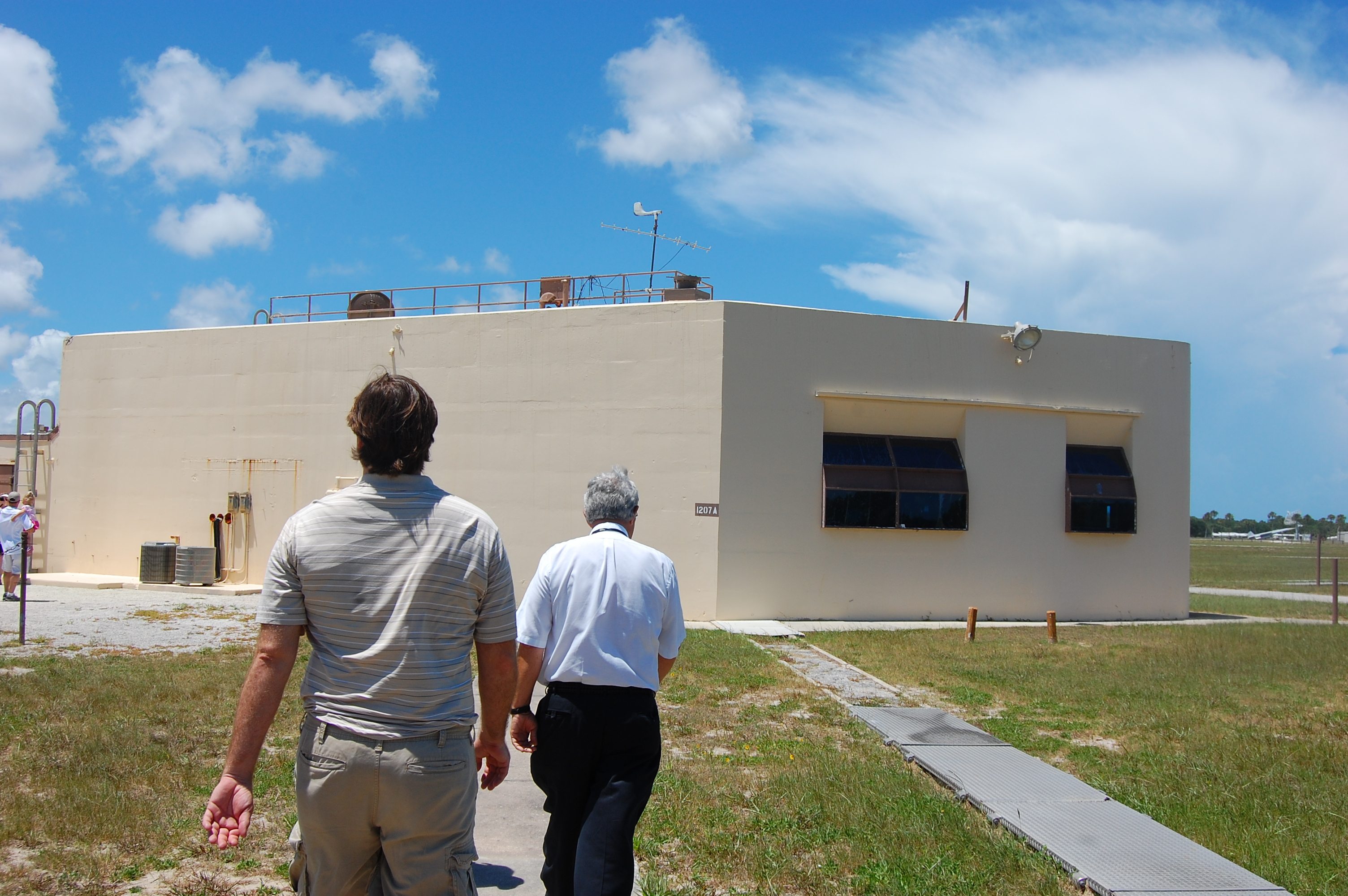
Blockhouse (2010)
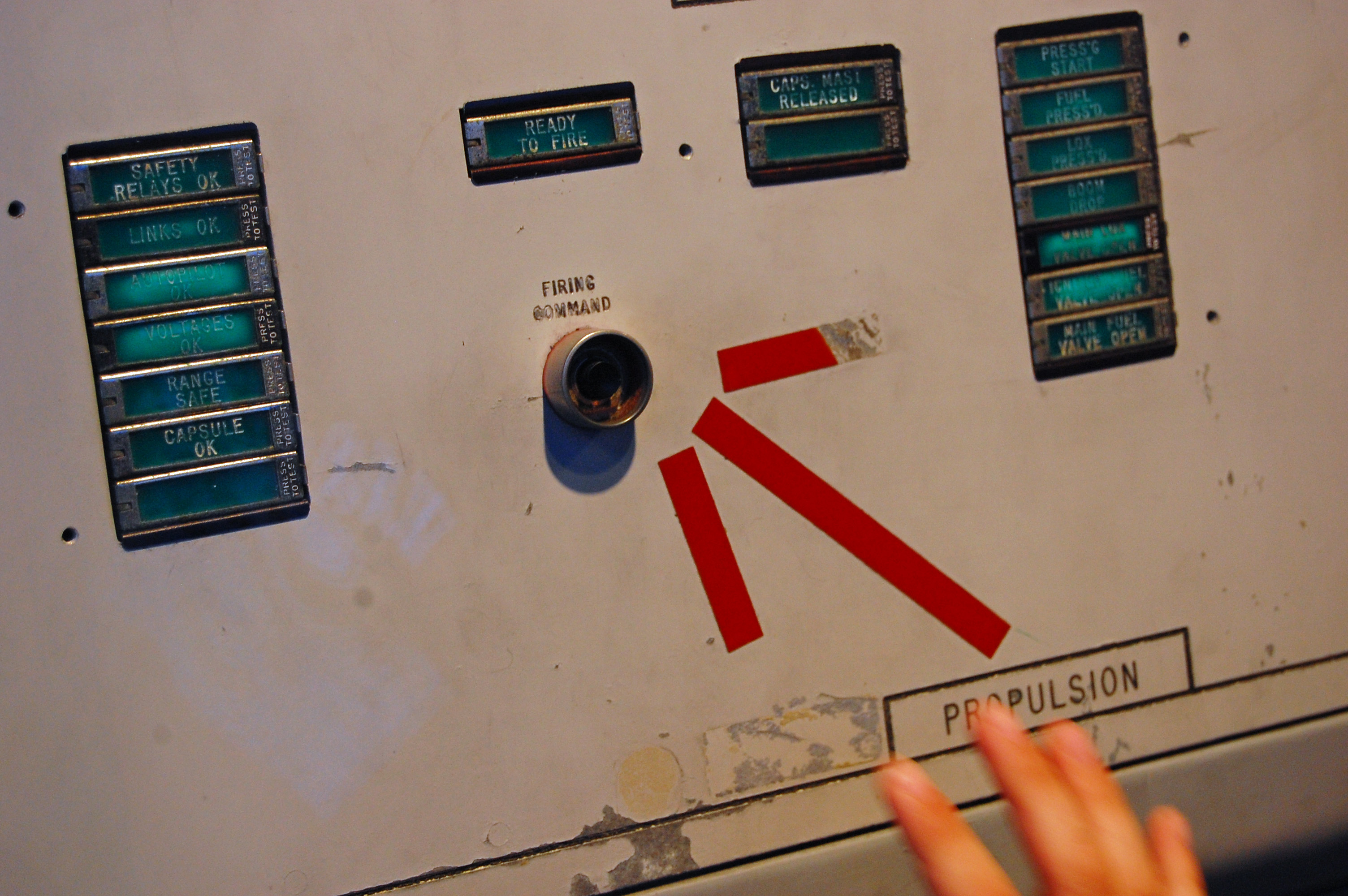
Pulsante di accensione (2010)
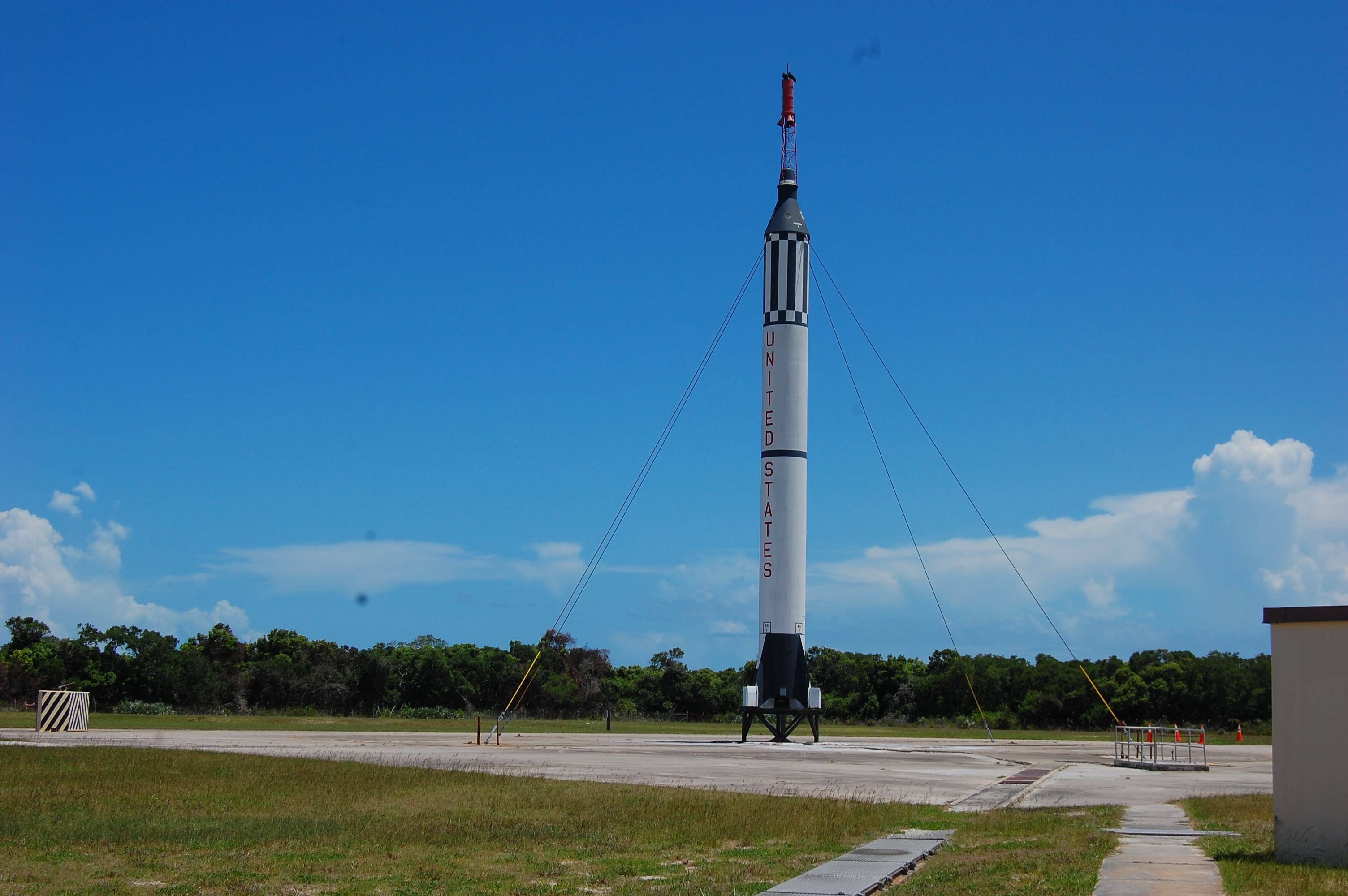
LC-5 con display Redstone (2010)
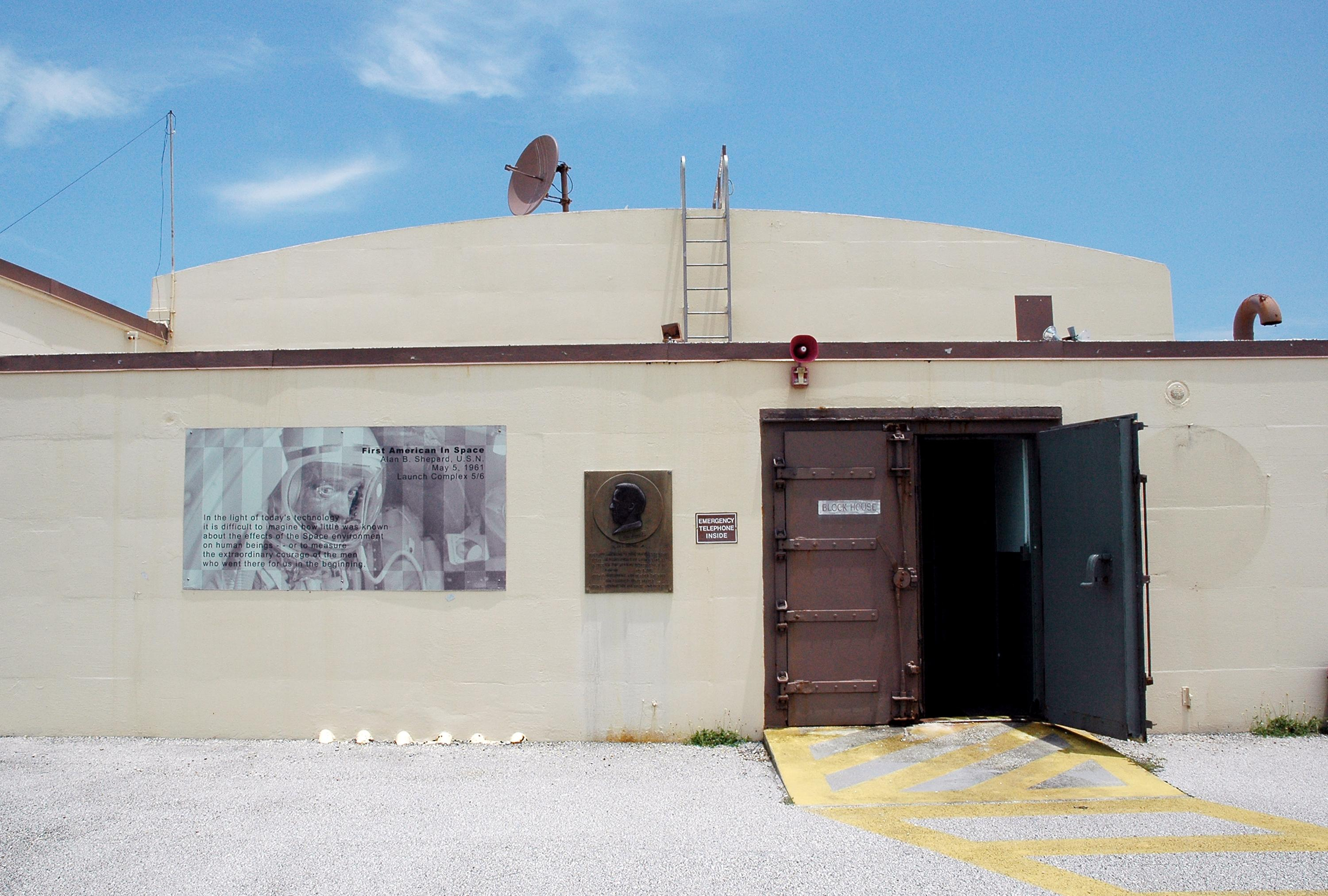
Blockhouse LC 5 e 6 (ora museo)